# Hednota acontophora
Hednota acontophora är en fjärilsart som beskrevs av Edward Meyrick 1882. Hednota acontophora ingår i släktet Hednota och familjen Crambidae. Inga underarter finns listade i Catalogue of Life.